# Enerthidium canarii
Enerthidium canarii är en svampart som beskrevs av Syd. 1939. Enerthidium canarii ingår i släktet Enerthidium, divisionen sporsäcksvampar och riket svampar.   Inga underarter finns listade i Catalogue of Life.